# Robert Joe Long
Robert Joseph Long, lepiej znany jako Bobby Joe Long (ur. 14 października 1953 w Kenova, zm. 23 maja 2019 w Raiford) – amerykański seryjny morderca i gwałciciel. Zamordował w 1984 roku na terenie Tampy 10 kobiet. Za zbrodnie został skazany na karę śmierci, którą wykonano w 2019 roku. 
Jego kuzynem był inny seryjny morderca – Henry Lee Lucas.

## Życiorys
Urodził się w 1953 roku w Kenova w stanie Wirginia Zachodnia. W dzieciństwie spadł z huśtawki i doznał poważnych obrażeń mózgu. Był socjopatą. Miał dodatkowy, żeński chromosom X – w okresie dojrzewania rosły mu piersi, przez co był poniżany przez szkolnych kolegów. Początkowo był wielokrotnym gwałcicielem nazywanym „gwałcicielem z ogłoszenia”. Szukał ogłoszeń na temat sprzedaży domu, następnie wybierał się na miejsce i gdy drzwi otwierała mu kobieta, gwałcił ją. Gwałtów tych dokonywał przez blisko 10 lat w Miami, ale żadnej ze swoich ofiar nie zabił. W 1984 roku Long przeniósł się do Tampy na Florydzie, gdzie od gwałtów przeszedł do morderstw.

### Zbrodnie
Pierwszego morderstwa Long dokonał w marcu 1984 roku. Zamordował 21-letnią tancerkę. Ofiara została związana, pobita, zgwałcona i uduszona. Jedyne dowody jakie zabezpieczono na miejscu zbrodni to ślady opon i kilka czerwonych włókien.
Jeszcze w tym samym miesiącu dokonał drugiego morderstwa. Tym razem poderżnął ofierze gardło. Policja i tym razem znalazła przy dziewczynie czerwone włókna. Niedługo po tym zabójstwie, zostały znalezione zwłoki trzeciej ofiary.
Kolejna ofiara pojawiła się pod koniec września. Do pewnego czasu detektywi sądzili, że czwarta ofiara nie została zabita przez sprawcę pozostałych zbrodni. Było za dużo różnic: kobieta była rasy czarnej i została zastrzelona, jednak znalezione przy niej czerwone włókna rozwiały wątpliwości.
W październiku 1984 liczba zamordowanych przez Longa kobiet zwiększyła się do sześciu. Przy kolejnych ofiarach również znaleziono czerwone włókna.

### Nowe poszlaki
3 listopada 1984 roku porwał 17-letnią Lisę McVey. Po zgwałceniu dziewczyny Long nie zabił jej, a zabrał do swojego mieszkania. W ciągu następnych 26 godzin, wielokrotnie ją zgwałcił – była związana, na oczach miała opaskę. Przez cały ten czas udawał, że są zgodną parą. W nocy wywiózł dziewczynę w odludne miejsce, pocałował Lisę na pożegnanie i wypuścił. Do ostatniej chwili udawał, że są kochającą się parą. Podczas przesłuchania Lisa zeznała, że w czasie jazdy samochodem zobaczyła na desce rozdzielczej napis MAGNUM, co więcej znaleziono przy niej włókna, które potwierdzały, że Lisa została zgwałcona przez seryjnego mordercę. Detektywi wiedzieli już, że zabójca porusza się samochodem Dodge Magnum. Policjanci natychmiast zdobyli dane wszystkich miejscowych właścicieli Dodge’ów Magnum, w ich posiadaniu znalazł się także wydruk wszystkich transakcji przeprowadzonych w bankomatach w noc wypuszczenia Lisy – lista zawierała 15 stron, na stronie 14 widniało nazwisko Roberta Joe Longa.
W czasie prowadzonego śledztwa zamordował jeszcze dwie kobiety. Niebawem policja rozpoczęła jego wnikliwą obserwację. Został zatrzymany, gdy wychodził z kina. Przyznał się do zgwałcenia Lisy McVey, ale jeśli chodzi o zabójstwa to długo upierał się, że jest niewinny. W końcu przyznał się do morderstw i pokazał, gdzie ukrył zwłoki jeszcze dwóch ofiar. Ostateczna liczba ofiar śmiertelnych Longa to dziesięć.

### Proces i wyrok
Na rozprawie w 1985 roku przysięgli uznali go winnym popełnienia wszystkich zarzucanych zbrodni i skazali na karę śmierci na krześle elektrycznym.
We wtorek, 23 kwietnia 2019 roku republikański gubernator stanu Floryda Ron DeSantis podpisał nakaz wykonania wyroku śmierci na Longu. Po odrzuceniu ostatnich apelacji przez sądy składanych przez jego adwokata, Long został stracony przez wstrzyknięcie śmiertelnej trucizny w dniu 23 maja 2019 roku w więzieniu stanowym Florydy w Raiford. Jego zgon oficjalnie potwierdzono o 18:55 czasu lokalnego. Nie wygłosił przed śmiercią ostatniego oświadczenia. Na ostatni posiłek zażyczył sobie pieczoną wołowinę, bekon, frytki i napój gazowany. W dniu egzekucji nikt go nie odwiedził.

## Ofiary Longa
| Lp. | Ofiara               | Wiek | Data morderstwa      |
| --- | -------------------- | ---- | -------------------- |
| 1.  | Artiss Wick          | 20   | 27 marca 1984        |
| 2.  | Ngeun Thi Long       | 22   | 13 maja 1984         |
| 3.  | Michelle Simms       | 22   | 27 maja 1984         |
| 4.  | Elizabeth Loudenback | 22   | 8 czerwca 1984       |
| 5.  | Vicki Elliott        | 21   | 7 września 1984      |
| 6.  | Chanel Williams      | 18   | 30 września 1984     |
| 7.  | Kimberly Hopps       | 22   | 8 października 1984  |
| 8.  | Karen Dinsfriend     | 28   | 14 października 1984 |
| 9.  | Virginia Johnson     | 18   | 6 listopada 1984     |
| 10. | Kim Swann            | 21   | 12 listopada 1984    |